# Завідняк Богдан Теодорович
Богда́н Теодо́рович Завідня́к (нар. 3 серпня 1966, Борислав) — український поет, перекладач і науковець, доктор філософських наук, доктор філософії (Ph.D.), доцент кафедри філософії Українського католицького університету у Львові, викладач Василіянського інституту філософсько-богословських студій імені Йосифа Велямина Рутського; Дрогобицька духовна семінарія блаженних священномучеників Северина, Віталія та Якима

## З життєпису

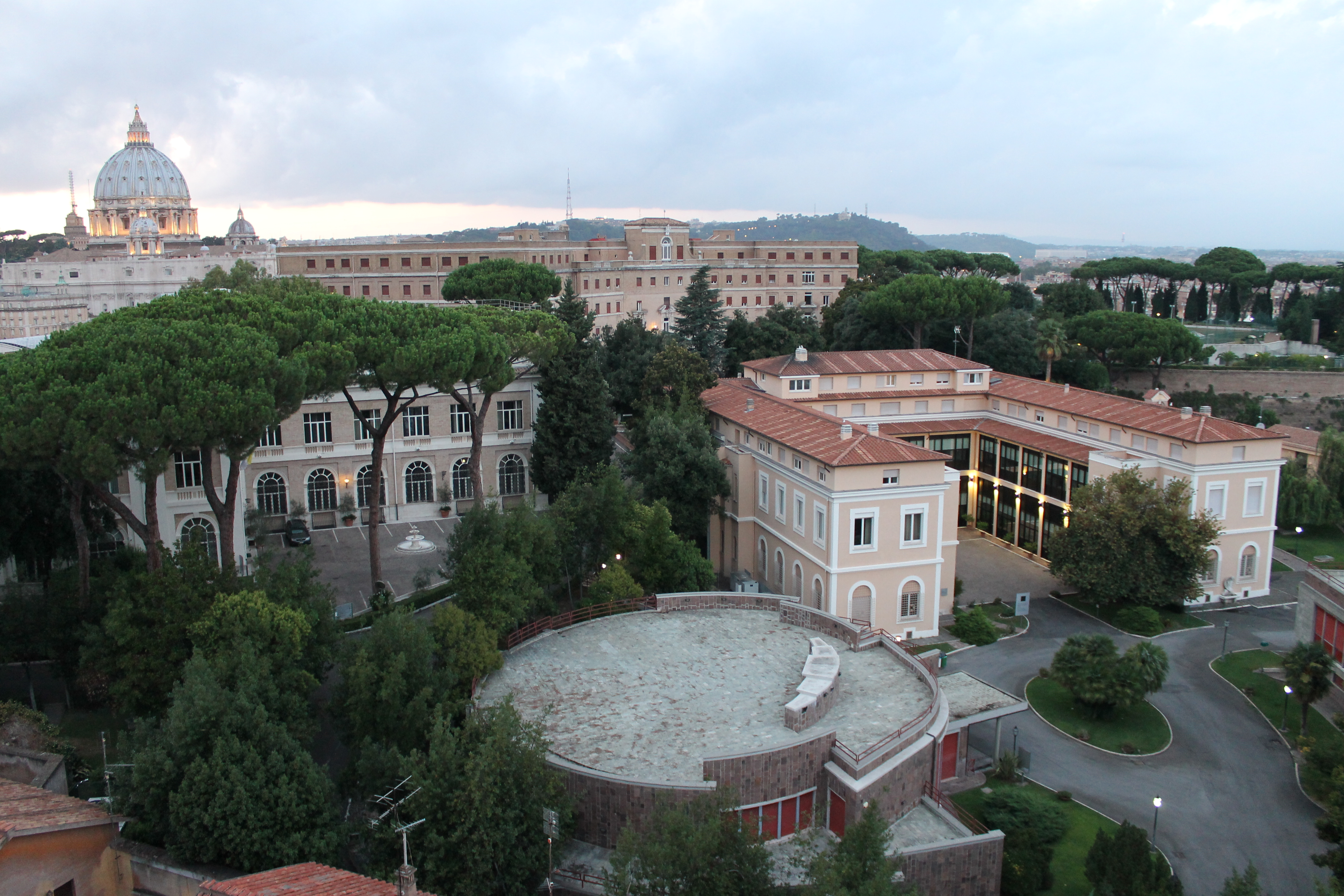
Папський університет Урбаніана https://it.wikipedia.org/wiki/Pontificia_Università_Urbaniana

Випускник Папського університету св. Урбана в Римі (Pontificia Università Urbaniana)  2001 року. Навчався в Римі дев'ять років. З них два роки бакалавреату з філософії, три роки бакалавреату з теології, два роки ліценціату з філософії та два роки докторату з філософії.  
Перекладач і упорядник:
- Аннета фон Дросте-Гюльсгоф. «Вибрані твори» , у двох томах. Борислав 2001.
- двох підручників з Метафізики Т. Альвіри, Л. Клявеля, Т. Мелендо, — 2002, та Б.Мондіна, — 2010, Теодицеї А. Гонсалеса та ін.

Переклав вибрані поезії  німецьких поетів: А. Ґрифіюс, І. Кант, король Людвіґ І, А. фон Плятен-Галлермюнде, К. Брентано, Ф. Грільпарцер, Й. фон Айхендорф, Й. В. Ґете, Й. Х. фон Цедлітц, Аннети фон Дросте-Гюльсгоф, Новаліс, К. граф цу Штольберг, Г. Гайне, Ф. Гальм, І. Ган-Ган, король Людвіґ ІІ, кн. Єлизавета І, Е. фон Шенайх-Каролят, Р. М. Рільке, Б. фон Мюнхгавзен, Х. Морґенштерн, Р. Демель, Д. фон Лілієнкрон, Е. Меріке, Т. Шторм, Г. фон Ле Форт, М. Гайдеґер, М. Е. Беккер, італійських поетів: Ф. Петрарка, Мікеланджело Буонарроті, В. Колонна, Г. Стампа, Д. Пасколі, Е. Монтале, французьких: А. М. Л. де Ламартін, М. Деборд-Вальмор, П. Ж. Жув, П. Деланое, К. Лемель, англійських поетів: Д. Донн, Е. Марвелл, Р. Бернз, В. Вордсворт, А. лорд Теннісон, Д. Г. Ньюмен, Вістен Г'ю Оден, Л. Коен, Д. Леннон, П. Маккартні, пісні ВІА АББА, еспанських поетів: св. Хуан де ла Крус, А. Ф. Аймеріч, польських ліриків: Я. Кохановський, А. Асник, Л. Стафф, К. І. Галчинський, К. Пшерва-Тетмайєр, В. Белза, Б. Лесмян, Ю. Тувім, К. Войтила, А. Новак, Я. Твардовський, Л. Конопінський, А. К. Торбус, А. Ґнаровський, Е. Бриль, російських: Г. Державін, О. Пушкін, М. Лермонтов, Є. Баратинський, Ф. Тютчев, А. Фет, В. Іванов, М. Гумільов, І. Сєвєрянін, О. Блок, С. Єсєнін, Б. Пастернак, А. Ахматова, Є Євтушенко, А. Вознесенський, Р. Рождественський, Л. Міллер, Л. Дербеньов, О. Лосєв, Й. Бродський, грузинських поетів: Н. Бараташвілі, давньогрецьких філософів: Парменід, Клеанф, Аристотель, Золоті вірші піфагорійців, твори латинських поетів: Горацій, Овідій, з вагантів, мислителів схоластів: Гуго Сен-Вікторського, св. Бонавентури, св. Томи Аквінського, з давньогрецької Псевдо-Діонісія Ареопагіта та ін.
Автор семи поетичних збірок, філософських нарисів та монографій:
- «Фіалкова флейта» — «Посвіт»: Дрогобич, 2006. — 116 с.
- «Калинове вікно. Друга книга лірики і перекладів» — «Посвіт»: Дрогобич, 2007.—  252 с.
- «Сонце вечорове. Лірика та переклади [Архівовано 26 липня 2020 у Wayback Machine.]. Книга третя» — Сполом: Львів 2015. — 380 с.
- «Почерк часу. Лірика та переклади [Архівовано 26 липня 2020 у Wayback Machine.]. Книга четверта» — Сполом: Львів 2016. — 352 с.
- «Діадема. Лірика та переклади [Архівовано 26 липня 2020 у Wayback Machine.]. Книга п'ята» — Сполом: Львів 2017. — 408 с.
- «Обручка. Лірика та переклади. Книга шоста» — Сполом: Львів 2018. — 392 с.
- «Згода. Лірика та переклади» — «Посвіт»: Дрогобич, 2023.—  648 с. https://www.youtube.com/watch?v=F2V_VLOV_sU Рецензія Ігоря Павлюка: https://zolotapektoral.te.ua/айболить-в-поезії/
- Філософський нарис «Онтософія у ХХ столітті: фіаско чи успіх?» — «Коло»: Дрогобич, 2006. — 96 с.
- У сяйві Богопізнання: Традиція містично-досвідної філософії Бога. — «Коло»: Дрогобич, 2011. — 120 с.
- Золотисті клейноди: літературознавчі дослідження. Есеї, статті, рецензії. [Архівовано 26 липня 2020 у Wayback Machine.] «Сполом»: Львів, 2017. — 400 с.
- Історія української релігійної філософії. — «Місіонер»: Львів, 2020. — 280 с. https://missioner.com.ua/catalogue/nashi-vydannia/filosofsko-bogoslovski-knigi/istoriya-ukrainskoi-religiinoi-filosofii/
- Релігійна філософія від становлення до сучасності. — «Місіонер»: Львів, 2021. — 800 с. https://missioner.com.ua/catalogue/nashi-vydannia/filosofsko-bogoslovski-knigi/religiina-filosofiya/
- Франческо Петрарка. Про незнання власне й багатьох інших : вибрані твори. Пер. з латини Богдан Завідняк. — «Апріорі»: Львів, 2022. — 352 с. https://apriori-publishing.com/product/pro-neznanna-vlasne-j-bagatoh-ensih--vibrane-tvori
- Поняття трансцендентності у Філона Олександрійського: Природне богослов’я.— «Місіонер»: Львів, 2022. — 280 с.https://missioner.com.ua/catalogue/nashi-vydannia/filosofsko-bogoslovski-knigi/ponyattya-transcendentnosti-u-filona-oleksandriiskogo-pryrodne-bogoslovya/
- Григорій Сковорода: джерела мудрости. — «Місіонер»: Львів, 2023. — 344 с. https://missioner.com.ua/catalogue/nashi-vydannia/filosofsko-bogoslovski-knigi/grygorii-skovoroda-dzherela-mudrosty
- Франческо Петрарка. Про ліки від примх долі (De remediis utriusque fortunae). У двох книгах. До 720-ліття від дня народження мислителя. Пер. з латини Богдан Завідняк. — «Посвіт»: Дрогобич, 2024.— 848 с.

Член НСПУ з 2016 р.
Дещо з опублікованого: вибрані філософські переклади та статті
- Баттіста Мондін. «Онтологія і метафізика» — серія «Підручники систематичної філософії», т. 3. Переклад з італійської Б. Завідняка. Місіонер: Жовква, 2010 — 284 с. https://missioner.com.ua/catalogue/nashi-vydannia/filosofsko-bogoslovski-knigi/ontologiya-i-metafizyka
- Баттіста Мондін. «Філософія релігії і теодіцея» — серія «Підручники систематичної філософії», т. 4. Переклад з італійської Б. Завідняка. Місіонер: Жовква, 2012 — 208 с. https://missioner.com.ua/catalogue/nashi-vydannia/filosofsko-bogoslovski-knigi/filosofiya-religii-i-teodiceya
- Баттіста Мондін. «Логіка, семантика і гносеологія» — серія «Підручники систематичної філософії», т. 1. Переклад з італійської Б. Завідняка. Місіонер: Жовква, 2017 — 248 с. https://missioner.com.ua/catalogue/nashi-vydannia/filosofsko-bogoslovski-knigi/logika-semantyka-i-gnoseologiya
- Баттіста Мондін. «Епістемологія і космологія» — серія «Підручники систематичної філософії», т. 2. Переклад з італійської Б. Завідняка та А. Капустинського. Місіонер: Жовква, 2022 — 216 с. https://missioner.com.ua/catalogue/nashi-vydannia/filosofsko-bogoslovski-knigi/epistemologiya-i-kosmologiya
- Баттіста Мондін. «Філософська антропологія і філософія культури та виховання» — серія «Підручники систематичної філософії», т. 5. Переклад з італійської Б. Завідняка та А. Капустинського. Місіонер: Жовква, 2025 — 312 с. https://missioner.com.ua/catalogue/novinki/filosofska-antropo-logiya-i-filosofiya-kultury-ta-vykhovannya/
- «Християнство у творчості Б.-І Антонича. Спроба філософсько-богословського синтезу „Альфа та омега“ поетики Антонича», «Актуальні напрями дослідження Лемківщини: історія, постаті, говір», Львів 2008,
- «Тесля слова. Про метод філігранної творчости Ігоря Качуровського», матеріали Всеукраїнської наукової конференції, Ніжин 2009 // Ігор Качуровський: від Крут до "Старої Европи. "Матеріали Всеукраїнської наукової конференції. Крути. 16 листопада 2008. Ніжин 2009. — С. 23-29.
- Аннета фон Дросте-Гюльсгоф. «Вибрані поетичні твори: поезія» — журнал світової літератури «Всесвіт», 2010, переклад з німецької та примітки, № 5-6. Київ 2010. — С. 225—232.https://www.vsesvit-journal.com/old/content/view/743/41/
- «Духовна спадщина Аннети фон Дросте-Гюльсгоф», журнал світової літератури «Всесвіт», 2010,
- Ідея «внутрішнього чернецтва» і глобалізаційні виклики: теологія XX століття лицем до людини // «Людина та її ідентичність у добу глобалізації». Матеріали міжнародної міждисциплінарної конференції. М. Львів. 29-30 червня 2010 р. Львів: Львівський національний університет ім. І. Франка 2010. — С. 116—118.
- «Трансцендентна реальність у Філона Олександрійського», «Наукові записки. Серія „Філософія“», Острог, видавництво Національного університету «Острозька академія», 2011,
- Трансцендентна реальність і концепція «меторіос» у Філона Олександрійського // «Гілея» № 44, 2 (Київ 2011). — С. 404—412.
- Поняття трансцендентного у Філона Олександрійського // «Гілея» № 46, 4 (2011). — С. 453—462.
- Теодицейні погляди Григорія Сковороди // «Парадигма Sacrum & Profanum у літературі та культурі». Випуск 5. Збірник наукових праць. Кафедра мовної та міжкультурної комунікації. Дрогобицький державний педагогічний університет ім. І. Франка. Дрогобич 2011. — С. 121—127.
- Понятие трансцендентного в семантическом пространстве Филона Александрийского // Вісник Харківського національного університету ім. В. Н. Каразіна, Вип. 41, Серія «Теорія культури і філософія науки», № 940, Харків, 2011. — С. 89—94.
- Концепція трансцендентності у Філона Олександрійського // «Мультиверсум». Філософський альманах, гол. ред. В. В. Лях, Вип. 2 (100), Київ, 2011. — С. 55—63.
- виступ на конференції — «Франко і германський дух. Ідейно-естетичні підходи Івана Франка у популяризації німецькомовного письменства», у матеріали конференції.
- «Северин Боецій. Богословські трактати», УКУ, Львів, 2007, вступна стаття, у співавторстві з Ростиславом Параньком.
- Богопізнання Памфіла Юркевича // «Парадигма Sacrum & Profanum у літературі та культурі». Випуск 6. Збірник наукових праць. Кафедра мовної та міжкультурної комунікації. Дрогобицький державний педагогічний університет ім. І. Франка. Дрогобич 2012.— С. 262—278.
- «Проблема прометеїзму в європейській культурі» // Наукові записки УКУ. Число ІІІ. Філософія І. Львів 2012. — С. 181—194.
- Буття як прагнення в Артура Шопенгауера і Моріса Блонделя // «Філософія Артура Шопенгауера і сучасність». Матеріали міжнародної наукової конференції 2011 р. ЛНУ ім. І. Я. Франка. Львів 2012. — С. 150—159.
- Філософія етногенезу: чому «етногенез доіндоєвропейців та арійців» українською? // В. Кирій, Л. Сікора. Етногенеза арійських та доіндоєвропейських народів: історико-етнологічне дослідження. «Піраміда»: Львів 2012. — С. 809—825.
- Гаррі Вольфсон. Огляд ключових філонознавчих праць гарвардського ученого // «Гілея». Науковий вісник. Збірник наукових праць. Історичні науки. Філософські науки. Політичні науки / Гол. ред. В. М. Вашкевич. Випуск 69 (№ 2), (ВІР УАН. Київ, 2013). — С. 567—572.
- Проблема зла у Філона Олександрійського // «Гілея». Науковий вісник. Збірник наукових праць. Історичні науки. Філософські науки. Політичні науки / Гол. ред. В. М. Вашкевич. Випуск 70 (№ 3), (ВІР УАН. Київ, 2013). — С. 530—534.
- Богопізнання велетнів українського духа: митрополитів Андрея Шептицького і Йосифа Сліпого // Бойківщина. Науковий збірник. Т. 4. Упор. ред. О. Німилович. «Коло»: Дрогобич 2013. — С. 11—30.
- До джерел естетики німецького романтизму: класики і романтики // «Всесвіт» Журнал іноземної літератури. № 11—12. Київ 2013. — С. 225—232.
- Філонознавці ХХ ст.: Роберто Радіче і Джованні Реале // «Гілея». Науковий вісник. Збірник наукових праць. Історичні науки. Філософські науки. Політичні науки / Гол. ред. В. М. Вашкевич. Випуск 71 (№ 4), (ВІР УАН. Київ, 2013). — С. 587—591.
- Трансцендентність і провидіння у Філона Олександрійського // Вісник Дніпропетровського національного університету ім. Олеся Гончара, № 9/2. Том 21. Серія: Філософія. Соціологія. Політологія. / Гол. ред. О. С. Токовенко. Випуск 23 (2), (Дніпропетровськ, 2013). — С. 120—126.
- Числовий символізм у Філона Олександрійського // «Гілея». Науковий вісник. Збірник наукових праць. Історичні науки. Філософські науки. Політичні науки / Гол. ред. В. М. Вашкевич. Випуск 72 (№ 5), (ВІР УАН. Київ, 2013). — С. 622—627.
- Антропо-психологічний вимір алегоризму у Філона Олександрійського // «Гілея».. Науковий вісник. Збірник наукових праць. Історичні науки. Філософські науки Політичні науки / Гол. ред. В. М. Вашкевич. Випуск 73 (№ 6), (ВІР УАН. Київ, 2013). — С. 159—161.
- Порівняльний аналіз концепцій споглядання Божества у Філона Олександрійського та філософів Середньовіччя  // «Гілея». Науковий вісник. Збірник наукових праць. Історичні науки. Філософські науки. Політичні науки / Гол. ред. В. М. Вашкевич. Випуск 74 (№ 7), (ВІР УАН. Київ, 2013). — С. 257—259.
- Платонівські ідеї у вченні Філона Олександрійського про Логос // Традиція і культура. Платон. Актуальність філософської традиції. Матеріали міжнародної наукової конференції 29-30 листопада 2013 р. Частина 1. Асоціація «Новий Акрополь», Національний університет «Острозька академія», Філософський факультет КНУ ім. Тараса Шевченка, Київський національний університет театру, кіно і телебачення ім. І. К. Карпенка-Карого, Інститут філософської освіти і науки НПУ ім. М. П. Драгоманова, Інститут проблем виховання НАПН України. Київ, 2013. — С. 6—7.
- Інтерв'ю з о. Б. Мондіном. Розмову підтримував Б. Завідняк // «Всесвіт». № 7—8. 2013. — С. 257—262. https://www.vsesvit-journal.com/index/zmist-za-2013-rik/
- Педагог і мудрець з Могилянки // Романтичні пригоди «Кота в чоботях» Людвіг Тік, Шарль Перро, Якоб та Вільгельм Грімми. Автор перекладів українською та російською мовами, приміток і наукової статті — Борис Шалагінов. Київ 2014. — С. 186—203.
- Оцінка тематики єдності Бога і трансцендентального єдиного у Філона Олександрійського // Вісник Дніпропетровського національного університету ім. Олеся Гончара, Філософія і політологія в контексті сучасної культури Серія: Філософія і політологія / Гол. ред. О. С. Токовенко. Випуск 1 (9), (Дніпропетровськ, 2015). — С. 109—116.
- Іван Гнатюк. Життя в безсмерті // «Золота пектораль». zolotapektoral.te.ua/bohdan-zavidnyak-poet-ivan-hnatyuk-zhyttya-v-bezsmerti/ 08.03.2015.
- Поетове П'ятикнижжя. Про Ігоря Нижника. // «Золота пектораль». 09.02.2015.
- Особові та сотеріологічні божественні імена: спроба феноменологічного обґрунтування божественної ономатології // Наукові записки Українського католицького університету. Число V. Богослов'я. Випуск 2. Львів 2015. — С. 463—482.
- Містично-богословські джерела Богопізнання в любові Григорія Сковороди: на матеріалі агапічного богослов'я  Філона Олександрійського і Діонісія Ареопагіта // Античні витоки європейської раціональності: до 2400-річчя Арістотеля. Матеріали XXIV Харківських міжнародних сковородинівських читань. 23—24 вересня 2016 року. Сковородинівка-Харків «Майдан» 2016. — 139—151.
- Метафорика «Птахокардії» або «Ordo amoris» Світлани-Майї Залізняк  // «Рідний край». Альманах. Полтавський національний педагогічний університет імені В. Г. Короленка. Голов. ред. М. Степаненко.  — 2016. — № 1.— С. 187—190.
- Петро Ліницький і його праця «Вчення Платона про Божество» //  Наукові записки Дрогобицької духовної семінарії. Ювілейний випуск (до 20-ліття семінарії). Дрогобич 2016. — С. 58—71.
- Філологія і мелос: дискурс взаємодії // «Первісність життєвих змагань». Студії з україністики. Випуск XVIII. Частина І. Науковий збірник на пошану доктора філологічних наук, професора, академіка Академії Вищої школи  України Миколи Зимомрі. / Упор. М. Ткачук, І. Зимомрі. Заг. ред. Р. Радишевського, М. Ткачука, І. Зимомрі, І. Добрянського. Київ—Ужгород—Дрогобич: Посвіт, 2016. — С. 105—109.
- До джерел філософського мислення Баттісти Мондіна // Дні науки філософського факультету. 25-26 квітня 2017. Міжнародна наукова конференція. Київський національний університет ім. Т. Шевченка. Матеріали доповідей та виступів. Частина 1. / Редкол. А. Є. Конверський [та ін.]. Видавничо-поліграфічний центр «Київський університет» 2017. — С. 106—108.
- Бог релігійних мислителів-поетів // Наукові записки Українського католицького університету. Число X. Богослов'я. Випуск 4. Львів, 2017. — С. 173—197.
- Містично-богословські джерела богопізнання в любові Григорія Сковороди: на матеріалі агапічного богослов'я  Філона Александрійського, Ареопагіта і Рішара Сен-Вікторського // «Античний ерос в інтерпретації Григорія Сковороди: філософські контексти та культурні відгомони». Матеріали ІІІ Міжнародного Сковородинського колоквіуму. Інститут філософії ім. Г. С. Сковороди НАН України. Інститут літератури ім. Т. Г. Шевченка НАН України. Київ, 11—12 червня 2015. В-во Майдан, Харків, 2018. — С. 75—122.
- Філософія оптимізму. Про філософсько-богословську спадщину о.  Баттісти Мондіна //  Наукові записки Дрогобицької духовної семінарії. Випуск 3. Дрогобич, 2018. — С. 39—77.
- Поет Іван Гнатюк. Життя в безсмерті // Іван Гнатюк. Життя і творчість. Документи, світлини, ілюстрації, твори, спогади, літературознавчі матеріали, листи. Упор. Галина Капініс. Серія: Літературні профілі. Львів, Сполом 2018. — С. 153—165.
- Блаж. Антоніо Розміні-Сербаті та Імануїл Кант: теодицейні розбіжності філософів // Матеріали наукової конференції «500 років Реформації». Львівський національний медичний університет ім. Данила Галицького. Кафедра філософії та економіки. Львів, 2017. — С. 90—94.
- Філонознавці ХХ ст.: Б. Мондін, А. Маддалена і А.-Ж. Фестюжьєр. Огляд ключових філонознавчих праць // Evropský filozofický a historický diskurz. EUROPEAN PHILOSOPHICAL AND HISTORICAL DISCOURSE. — Svazek 3, 4. vydání (том 3, вип. 4). — Jižní Palmíra, Brno, 2017. — Р. 12 — 17.
- Алегоризм як метод у Філона Олександрійського // Науковий вісник Міжнародного гуманітарного університету Серія: Історія. Філософія. Політологія: зб. наук. праць. — Вип. No 14. — Одеса: Фенікс, 2017. — С. 34—39.
- Порівняльний аналіз проблематики зла у Філона Олександрійського і мислителів античності та Середньовіччя // Вісник Дніпровського національного університету ім. Олеся Гончара, Філософія і політологія в контексті сучасної культури. Серія: Філософія / Гол. ред. О. С. Токовенко. Випуск 5 (20), Дніпро, 2017. — С. 10-18.
- Теодіцея Фрідріха Шеллінґа // «Гілея». Науковий вісник. Збірник наукових праць. Історичні науки. Філософські науки. Політичні науки / Гол. ред. В. М. Вашкевич. Випуск 127 (№ 12), (ВІР УАН. Київ, 2017). — С. 164—169.
- «Deus semper major»  або теодицея Еріха  Пшивари // Українське релігієзнавство, 84, 2017. — С. 67—73.
- Теодіцея Сьорена К'єркеґора // Науковий часопис Національного педагогічного університету імені М. П. Драгоманова Серія 7. Релігієзнавство Культурологія Філософія: [зб. наукових праць] / ред рада В. П. Андрущенко (голова); за ред. Н. Г. Мозгової. — Київ Вид-во НПУ імені М. П. Драгоманова, 2017. — Вип. 38 (51). — С. 157—166.
- Сили, Пневма та Ідеї у Філона Олександрійського // «Актуальні проблеми філософії та соціології» № 20, Одеса, 2017. — С. 25—28.
- Філонознавці ХІХ—ХХ ст. М. Мурєтов, В. Іваницький та ін.: огляд основних філонознавчих праць //  "Власть и общество (История, Теория, Практика), 44 (4). Тбилиси, 2017. — C. 119—131.
- Теодицея Бенедикта Спінози // «Схід». Аналітично-інформаціний журнал. Листопад-грудень, 6(152), Маріуполь 2017. — С. 91—97.
- Порівняльний аналіз концепцій трансцендентного виміру Божества у Філона Олександрійського та філософів античності // Вісник Дніпровського національного університету ім. Олеся Гончара, Філософія і політологія в контексті сучасної культури Серія: Філософія і політологія / Гол. ред. О. С. Токовенко. Випуск 6 (21), (Дніпро, 2017). — С. 29—36.
- Теодіцея Ґеорга Вільгельма Фрідріха Геґеля // «Гілея». Науковий вісник. Збірник наукових праць. Історичні науки. Філософські науки. Політичні науки / Гол. ред. В. М. Вашкевич. Випуск 130 (3), (ВІР УАН. Київ, 2018). — С. 167—171.
- Теодіцея Ісаака Ньютона і Чарльза Дарвіна // «Гілея». Науковий вісник. Збірник наукових праць. Історичні науки. Філософські науки. Політичні науки / Гол. ред. В. М. Вашкевич. Випуск 131 (№ 4), (ВІР УАН. Київ, 2018). — С. 186—191.
- Теодицея Антоніо Розміні-Сербаті // Науковий журнал. «Практична філософія» 4 (№ 66). Київ, 2017. — С. 43—50.
- Природне богослов'я Раймунда Луллія // Науковий вісник НУБіП (Національний університет Біоресурсів і Природокористування України) України. Серія «Гуманітарні студії» № 295 (Київ, 2018). — С. 116—126.
- Теодіцея Іммануїла Канта // Науковий журнал. «Практична філософія» 4 (№ 70). Київ, 2018. — С. 118—125.
- Теодіцея Моріса Блонделя // Науковий вісник Чернівецького університету. Випуск 799. Філософія. Збірник наукових праць. Чернівці, Чернівецький національний університет, 2018. — С. 111—116.
- «Інтимне дихання епохи» Ігоря Павлюка // «Дзвін». Березень № 6. Львів, 2018. — С. 192—193.
- Богдан Стельмах, поет ліричного тайнопису // Богдан Стельмах. Життя і творчість. Літературні профілі. Львів, Сполом, 2018. — С. 46—47.
- Петрарчині мотиви у творчості Ігоря Качуровського // «Поетичні та віршознавчі заповіти Ігоря Качуровського». Всеукраїнський віршознавчий семінар.  До 100-річчя від дня народження. Київ, Видавничий дім  Дмитра Бураго, 2018. — С.  126—175.
- Петрарчині мотиви у творчості Григорія Сковороди // «Творчість Г. С. Сковороди як метатекст української культури». Матеріали XXVI Харківських міжнародних сковородинівських читань (ОКЗ «Національний літературно-меморіальний музей Г. С. Сковороди») 28-29 вересня 2018 року). — Харків: «Майдан», 2018. — С. 121—139.
- Про Логос у Філона Александрійського // Наукові записки. Українського католицького університету, Число ХІІ. Богослов'я. Випуск 6. Львів, 2019. — С. 121—136.
- Провидіння і свобода: Контроверсійність молінізму і баньєсіанства // «Феномен свободи у контексті цивілізаційних викликів ХХІ століття». Матеріали Міжнародної науково-практичної конференції. 23—24 травня. Львівський національний медичний університет ім. Данила Галицького. Кафедра філософії та економіки. Львів, 2019. — С. 124—133.
- «Поема про білу сорочку» Івана Франка як ідейно-філософський переспів хорватського епосу // Україна і Хорватія: історичні паралелі. Матеріали Другої міжнародної хорватсько-української наукової конференції, 1—3 червня 2017 року, Дрогобич—Трускавець—Східниця—Уріч / Упорядник В. Пограничний —  Дрогобич, 2019 — С. 333—353.
- Евдемонологічний доказ існування Божого буття // «Щастя та цивілізаційний розвиток». Матеріали Міжнародної науково-практичної конференції. 14—15 листопада. Львівський національний медичний університет ім. Данила Галицького. Кафедра філософії та економіки. Львів, 2019. — С. 102—109.
- Богопізнання Северина Боеція //  Наукові записки Дрогобицької духовної семінарії. Випуск 6. – Дрогобич 2021.— C. 86—118.
- Християнська філософія Северина Боеція // Наукові записки Дрогобицької духовної семінарії. Випуск 7. – Дрогобич 2022.— C. 114-144.
- Християнська філософія Григорія Сковороди // "Господь і я".  21, 2023. — C. 23-25. http://gospodija.in.ua
- Мислительна спадщина Леонардо да Вінчі // Наукові записки Дрогобицької духовної семінарії. Випуск 8. – Дрогобич, 2023.— C. 138-171.
- Мудрець Антоніо Розміні-Сербаті // Християнська філософія Антоніо Розміні-Сербаті. Пер з італ. А. Капустинського. Місіонер, Львів, 2023. — C. 5—10.
- Проблематика щастя в діалогах Сковороди і Петрарки // Наукові записки Дрогобицької духовної семінарії. Випуск 9. – Дрогобич 2024.— C. 104—142.
- Медитації духовного батька // Владика Степан Меньок. Пастирські роздуми про духовне та вічне. Посвіт, Дрогобич, 2024.— C. 5—6.
- Християнська філософія Григорія Сковороди // Жива вода, 11, 2024. — C. 6.
- Морально-філософські погляди Франческо Петрарки // Наукові записки Дрогобицької духовної семінарії. Випуск 10. – Дрогобич 2025.— C. 116 —134. http://www.dds.edu.ua/ua/component/abook/book/19-naukovi-zapysky-dds/316-naukovi-zapysky-dds-10.html
- Філософія серця Мaвлани Джелаледдіна Румі: Життєві віха та переклади // Віршознавство, поетика, віршостилістика. In memoriam Наталії Василівни Костенко (20. 01. 1941-27. 02. 2024). Збірник Всеукраїнського віршознавчого семінару імені Наталії Василівни Костенко, приурочений її пам'яті. Київ, Видавничий дім Дмитра Бураго, 2025.— C. 118—158.
- Публікації в електронних виданнях:
- Богдан Завідняк. Любов — це зустріч вдалині… // Християнин і світ xic.com.ua/…/271-ljubov-ce-zustrich-vdalyni
- Богдан Завідняк. Наталія Гурницька — Золота Пектораль // zolotapektoral.te.ua/…/bohdan-zavidnyak-natali…Богдан Завідняк. [Про роман Наталії Гурницької «Мелодія кави у тональності кардамону»]. 09.07.2014 КРИТИКА, РЕЦЕНЗІЇ, ОГЛЯДИ, ЛІТЕРАТУРНІ …
- Богдан Завідняк. Наталя Пасічник. «Пастух бджіл» Archives // zolotapektoral.te.ua/…/bohdan-zavidnyak-natal… Богдан Завідняк. Аріаднина нитка сучасності у збірці «Пастух бджіл» Наталії Пасічник. 08.07.2014 КНИЖКОВА ПОЛИЦЯ, КРИТИКА, РЕЦЕНЗІЇ, ОГЛЯДИ, …
- Завідняк Богдан | Жінка-УКРАЇНКА — Головна ukrainka.org.ua/zavidnyak-bohdan. Богдан Теодорович Завідняк (нар. 1966), випускник Папського університету святого Урбана в Римі (1992—2001). Перекладач і упорядник "Вибраних …
- Богдан Завідняк. Григорій Сковорода сучасними очима // «Жінка-Українка». ukrainka.org.ua/bohdan-zavidnyak
- Поетично— філософський світ Богдана Завідняка // bozhena1972.blogspot.com/…/blog-post_28.ht…28 нояб. 2014 г. — 20 листопада в центральній міській бібліотеці відбулася творча зустріч «Поетично— філософський світ Богдана Завідняка».
- «Всесвіт митця освячений любов'ю». Про творчий вечір Богдана Завідняка. Борислав. Офіційний сайт міської ради. — Головна boryslavmvk.gov.ua/index.php?start=32. В читальній залі центральної бібліотеки для дорослих відбулась творча зустріч на тему: «Поетично-філософський світ Богдана Завідняка». Детальніше..
- Поезія Богдана Завідняка — Християнин і світ www.xic.com.ua/…/311-poeziji-bogdana-zavid…Ці образи ясні серед жінок. Велична, недосяжна і майлива, Привітна й лагідна у всі часи. В Успінні сяє світлість особлива, Мов янголині линуть голоси.
- Духовна велич Львова. Інтерв'ю з Богданом Завідняком. 2015.
- Б. Завідняк. Доповідь на тему: Українська богопізнавальна традиція // Київський університет ім. М. Драгоманова. Відеозапис матеріалів конференції 2017
- Рецензії на переклади Б. Завідняка: В. Петрушенко. Розширення горизонтів вітчизняної філософської думки. Рецензія до виходу українською мовою праці Б. Мондіна Онтологія і метафізика // Вісник кафедри філософії Університету «Львівська політехніка». Львів 2011. — С. 120—123.
- Віталій Мазуренко. Одеський національний університет ім. І. І. Мечникова. Мондін Баттіста. Підручник систематичної філософії: Том 3. Онтологія і метафізика / Пер. з італ. Б. Завідняка.— Жовква: Місіонер, 2010. — 284 с. // сайт кафедри філософії УКУ.
- Ганна Трегуб. Путівник у метафізичному морі. Український переклад "Онтології і метафізики" Баттісти Монліна // Всесвіт. № 7—8. 2012. — С. 239—242.
- Р. Соловчук. Співець небесної діадеми. Літературний портрет Богдана Завідняка // Франкова нива. Літературний альманах, Випуск 3. Львів, Сполом, 2018. — С. 392—421.
- Микола Зимомря, Марія Якубовська. Рецензія на книгу Поняття трансцендентності у Філона Олександрійського Богдан Завідняк. Львів: Місіонер, 2022, 280 с.; // Богословськi роздуми 21.2 (2023) 244—251. http://reflections.eeit-edu.info/article/view/293058/286924
- Вибрані рецензії Б. Завідняка: Рецензія на книгу Сальватора Лілли «Діонісій Ареопагіт і християнський платонізм» //  Наукові записки Дрогобицької духовної семінарії. Випуск 6. — Дрогобич 2021. 295—297.
- Рецензія на книгу Йозефа Зайферта “Пізнання досконалого. Шляхи розуму до Бога” //  Наукові записки Дрогобицької духовної семінарії. Випуск 6. — Дрогобич 2021. 298-300.
- Огляд книги Ф. В. Шеллінга «Філософія Одкровення» // Наукові записки Дрогобицької духовної семінарії. Випуск 7. — Дрогобич 2022. 267—276.
- ЗАЛЮБЛЕНА У РІДНИЙ КРАЙ НАВІКИ!. Поетична сильветка Ольги Берези // Золота пектораль 9, 2022. https://zolotapektoral.te.ua/залюблена-у-рідний-край-навіки/
- Артура Пікока «Богослов’я для ери науки. Буття і становлення у богословʼї та науці» // Наукові записки Дрогобицької духовної семінарії. Випуск 8. — Дрогобич, 2023.  252—255.
- Огляд книги Б. Мондіна «Філон і Климент. Дослідження про початки середньовічної філософії» // Наукові записки Дрогобицької духовної семінарії. Випуск 10. — Дрогобич, 2025.  251—253. http://www.dds.edu.ua/ua/component/abook/book/19-naukovi-zapysky-dds/316-naukovi-zapysky-dds-10.html